# Herre med mustasch
Herre med mustasch (norska: En herre med bart) är en norsk komedifilm från 1942. Filmen regisserades av Alfred Maurstad och är baserad på en pjäs av Finn Bø. I huvudrollerna syns Per Aabel och Wenche Foss.

## Handling
Cecilie Grong (Wenche Foss) vill skiljas från sin man, advokat Ola Grong (Per Aabel). En spåkvinna berättar för fru Grong att hon ska träffa en mörk herre med mustasch. En dag får Grong besök på sitt kontor av en ung kvinna (Eva Lunde), som säger sig vara förföljd av polisen. Hon frågar Grong om han kan ordna nya kläder åt henne, och det gör han. Just när hon klär om kommer plötsligt Grongs fru in för att hämta sin väska. Hon upptäcker kvinnan i bara underkjolen och påstår att hennes man har en affär med den unga kvinnan. Därmed kan hon kräva skilsmässa. Rasande jagar Grong ut den unga kvinnan.
Advokat Grong reser i väg med tåget och väljer av en slump ett konvalescenthem som slutpunkt för resan. På tåget möter han sångaren Bomann (Lauritz Falk), som också ska bo på hemmet. Väl där träffar han också en ung, giktdrabbad kvinnlig nervläkarstudent med stavangerdialekt (Liv Bredal). Oväntat tar också fru Grong in på hemmet tillsammans med sin kusin fru Nielsen (Lydia Opøien) från Lørenskog och hennes dotter Claire, som är mycket lik kvinnan som besökte advokat Grong, något hon emellertid förnekar.
Fru Grong faller för sångaren Bomann, en mörk herre med mustasch, som hon tror är mannen från spådomen. Ljuv musik uppstår också mellan Grong och läkarstudenten, och inte minst också mellan Bomann och Claire. För det är henne han vill ha. Fru Grong upptäcker det och ber försmådd kusinen och hennes dotter att resa redan nästa morgon. Claire anförtror sig då till advokat Grong och erkänner att det var hon som var hos honom den där dagen. Och mötet var inte av en slump. Det var iscensatt av fru Grong som en fälla, så att hon skulle kunna kräva skilsmässa. Advokaten bjuder då in Claire och hennes mor till att bo kvar på hemmet som hans gäster.
Till slut kommer flyttfolket för att bära ut möblerna ur Grongs hem. Fru Grong kommer på besök och blir förtjust när hon ser att maken har skaffat mustasch. Paret minns då de först träffade varandra, och dansar till en grammofonupptagning av "Den lille bueskytter". Kärleken väcks till liv på nytt, och filmen avslutas med att Grong ber flyttfolket att gå in med möblerna igen.

## Rollista
- Per Aabel – Ole Grong, advokat
- Wenche Foss – Cecilie, hans kone
- Lauritz Falk – Bomann, operette- og grammofonsjarmør
- Eva Lunde – Claire, fru Niehlsens datter
- Liv Bredal – Frk. Helvik, kurgjest
- Lydia Opøien – Rosa Niehlsen
- Arvid Nilssen – Fixen, altmuligmann
- Joachim Holst-Jensen – Nils, mannen til Miriam
- Guri Stormoen – Miriam, damen i lyskassen
- Bjarne Bø – Gabrielsen, massør
- Gunvor Hall – Fru Snarum
- Alfhild Stormoen – Spåkona
- Carl Struve – Byberg, murmester
- Gunnar Olram – Eliassen, fullmektig
- Einar Vaage – Tønnesen, doktor
- Dagmar Myhrvold – Thea, hushjelp hos Grong